# どうにか貧乏家族
どうにか貧乏家族（どうにかびんぼうかぞく）は、2017年7月5日からパチ・スロ サイトセブンTVで放送されているパチンコ・パチスロ番組。初回放送は水曜日の21:00 - 22：00。

## 概要
パチンコ・パチスロが唯一の趣味だった母親が家を出てしまった。もう一度会うために、家族で一致団結しパチンコパチスロで勝利を目指す実戦番組。
実戦ルールは厳密に設定されておらず、出演者全員で収支をプラスにしていくノリ打ち方式。
長男役の伊藤真一は『北斗の拳』のザコキャラの姿に扮しており、『北斗の拳』のナレーション風に番組の次回予告をする。
従来は第1・3水曜日の月2回の放送だったが、2019年4月から毎週の放送になったが、
2021年1月から第2・4水曜日の月2回放送になった。

## 出演者
- 木村魚拓 - 父親
- 伊藤真一 - 長男
- くり - 次男
- おもちくん - 三男（長女?）

## 使用曲
・びんぼう'94（ウルフルズ）- オープニング

## スタッフ
- ナレーター　君嶋哲
- 企画　木村智則 三輪崇宏
- 撮影　外川昇 山口敬志 伊藤貴一
- MA　株式会社インザムード
- ディレクター　三輪崇宏（株式会社9g）
- プロデューサー　谷村司
- 製作著作　ダイコク電機株式会社